# Tarafa (poeta)

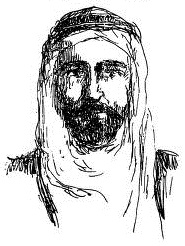
Retrato de Tarafa, 1967.

Tarafa (543-569, en árabe: طرفة بن العبد بن سفيان بن سعد أبو عمرو البكري الوائلي / ALA-LC; Ṭarafah ibn al-‘Abd ibn Sufyān ibn Sa‘d Abū ‘Amr al-Bakrī al-Wā'ilī, طرفة بن العبد بن سفيان بن سعد أبو عمرو البكري الوائ). Fue un poeta árabe del siglo VI de la tribu de Bakr. Era medio hermano o sobrino de la elegista Al-Khirniq bint Badr.
Nació en Baréin hacia 543. Huérfano aún niño, como era la costumbre sus tíos lo acogieron, pero eran hombres codiciosos que le robaron la herencia. Apenas tuvo la edad suficiente, se aficionó a las mujeres, el vino y el juego, hasta tal punto que su tribu lo expulsó. Según la tradición, se convirtió en un nómada errante que dividía su tiempo entre asaltar poblados y mujeres de otras tribus y detenerse a meditar y componer en oasis solitarios. Pronto tuvo fama como poeta o sha'ir y un día se presentó en al-Hira, donde su otro tío Al Mutalammis y su cuñado Abd Amr ben Birch, eran ambos poetas de renombre en la corte.
La lengua amarga y afilada de Tarafa estaba destinada a costarle cara. Fatigado y disgustado por el rígido ceremonial de la corte, improvisó una sátira que decía:
```
             "Ojalá tuviéramos en vez de 'Amr
              una oveja lechera balando alrededor de nuestra tienda"
```

Poco después se sentó a la mesa frente a la hermana del rey. Impresionado por su belleza, exclamó:
```
                      "He aquí, ha vuelto a mí,
                       mi bella 
gacela
 cuyos 
aretes
 brillan;
                       Si el rey no estuviera sentado aquí,
                       habría presionado sus labios en los míos!"
```

'Amr b. Hind era un hombre de temperamento violento e implacable, la sátira de Tarafa ya le había sido informada, y esta nueva impertinencia añadió combustible a su ira. Enviando a Tarafa y su tío Mutalammis, les concedió ir a visitar su hogar, entregándoles de paso a cada uno una carta sellada dirigida al gobernador de Baréin. Cuándo habían dejado la ciudad despertaron las sospechas de Mutalammis. Como ni él ni su sobrino sabían leer, entregó su carta a un chico de Hfra y así se enteró de que contenía órdenes de enterrarle vivo. Arrojó la misiva traidora al río e imploró a Tarafa que hiciera lo mismo. Tarafa rechazó romper el sello real. Continuó su viaje a Baréin. El gobernador pertenecía también a la tribu de Bark y le dijo que huyera tan rápido como su camello pudiera correr. Él se negó. El gobernador escribió al rey solicitando ser depuesto porque no podía ejecutar al joven. 'Amr b. Hind aceptó y puso en su lugar a un gobernador de la tribu de los beni Taghli, enemiga de la de Bakr. Este le permitió elegir cómo morir y Tarafa pidió beber hasta la muerte. Su tía Al Khirniq, otra reconocida poetisa, compuso una afamada oda en su memoria.
Uno de los poemas de Tarafa está contenido en el Mu'allaqat. Su Diván ha sido publicado por Wilhelm Ahlwardt en The Diwans of the Six Ancient Arabic Poets (Londres, 1870). Algunos de sus poemas fueron traducidos al latín con notas por B. Vandenhoff (Berlín, 1895).